# Пајићи
Пајићи су насељено мјесто у општини Прозор-Рама, Босна и Херцеговина.

## Становништво
|        | 2013.      | 1991.       | 1981.        | 1971.        |
| Укупно | 0 (0,000%) | 89 (100,0%) | 173 (100,0%) | 196 (100,0%) |
| Хрвати | –          | 89 (100,0%) | 173 (100,0%) | 195 (99,49%) |
| Остали | –          | –           | –            | 1 (0,510%)   |